# Jan Mikuláš Hála
Jan Mikuláš Hála (* 21. srpna 1937 Važec) je český malíř a restaurátor.

## Život
Narodil se jako nejmladší ze tří dětí v podtatranském Važci na Slovensku, kde tehdy působil jeho otec, malíř Jan Hála, rodem z jihočeské Blatné, matka Anna Marie (Rina), rozená Chlupsová pocházela též z Blatné. Jan Mikuláš prožil mládí ve Važci, kde chodil do základní školy, na gymnáziu v Liptovském Svätém Mikuláši a v Liptovském Hrádku, kde maturoval roku 1955. Už jako školák projevoval výrazné kreslířské a malířské nadání. Z té doby pochází soubor jeho uhlem kreslených podobizen Važťanů a portréty členů rodiny.
V roce 1956 byl přijat na Vysokou školu výtvarných umění v Bratislavě do malířského ateliéru prof. Jána Mudrocha. Po třech letech přešel na Akademii výtvarných umění v Praze do školy prof. Vlastimila Rady, kterou po jeho smrti převzal prof. František Jiroudek, u něhož ukončil studia roku 1963 jako akademický malíř. Svůj zájem o restaurování uměleckých děl dovršil v letech 1965-1968 na Akademii výtvarných umění v Praze, postgraduálním studiem malířských a restaurátorských technik v ateliéru profesora Bohuslava Slánského.
Samostatně pracuje jako restaurátor obrazů a polychromovaných plastik od roku 1965 do současnosti. V 80. letech 20. století patřil k zaměstnancům Státních restaurátorských ateliérů v Praze, v letech 1984-1988 tam vedl kolektiv malířského ateliéru se sídlem v areálu Strahovského kláštera.
K jeho častým spolupracovníkům a přátelům dříve patřili Věra Zemanová-Králová, Vlastislav Lachout, František Sedlák, Jiří Brodský, Hynek Klouda a v posledních dvaceti pěti letech s ním tandem tvoří jeho manželka, výtvarnice Dagmar Hálová. Jejich syn Jan Hála mladší se věnuje grafickému designu a počítačové grafice.

## Dílo
Jeho široký záběr působnosti zahrnuje závěsné obrazy, malby nástěnné a nástropní, kulisy, opony, předměty umělecko-řemeslné, polychromované dřevěné plastiky, malovaný lidový nábytek, chrámové a cechovní prapory, církevní mobiliář a další artefakty umělecké a historické hodnoty.
Jan Mikuláš Hála za půlstoleté působení restauroval téměř tisíc prací a patří ve svém oboru k nejdéle činným výtvarníkům. Mezi jeho nejvýznamnější restaurátorská díla patří obrazy Vojtěcha Hynaise, Františka Ženíška a Václava Brožíka v Panteonu Národního muzea v Praze, Hynaisova opona Národního divadla v Praze, a další divadelní opony: divadla F. X. Šaldy v Liberci, divadla v Karlových Varech, Mladé Boleslavi či divadla v Náchodě, barokní oltářní obrazy Jana Jiřího Heinsche pro chrám sv. Jiří a katedrálu sv. Víta na Pražském hradě, gotické nástěnné malby v ambitech hradu ve Strakonicích, renesanční sgrafitta na zámku v Českém Krumlově a kulisy i malby v tamním zámeckém divadle, barokní nástěnné malby v konírně zámku v Praze - Tróji, rokokové nástropní malby na zámcích Červený Dvůr, a na zámku v Konici.
V posledních letech se věnuje obrazům evropských malířů 19. a 20. století. Mezi významnými díly lze zmínit například několik dekorativních panneau Luďka Marolda z někdejší Stutzigovy cukrárny v Praze portréty bankéře Jaroslava Preisse od Vratislava Nechleby.

## Galerie

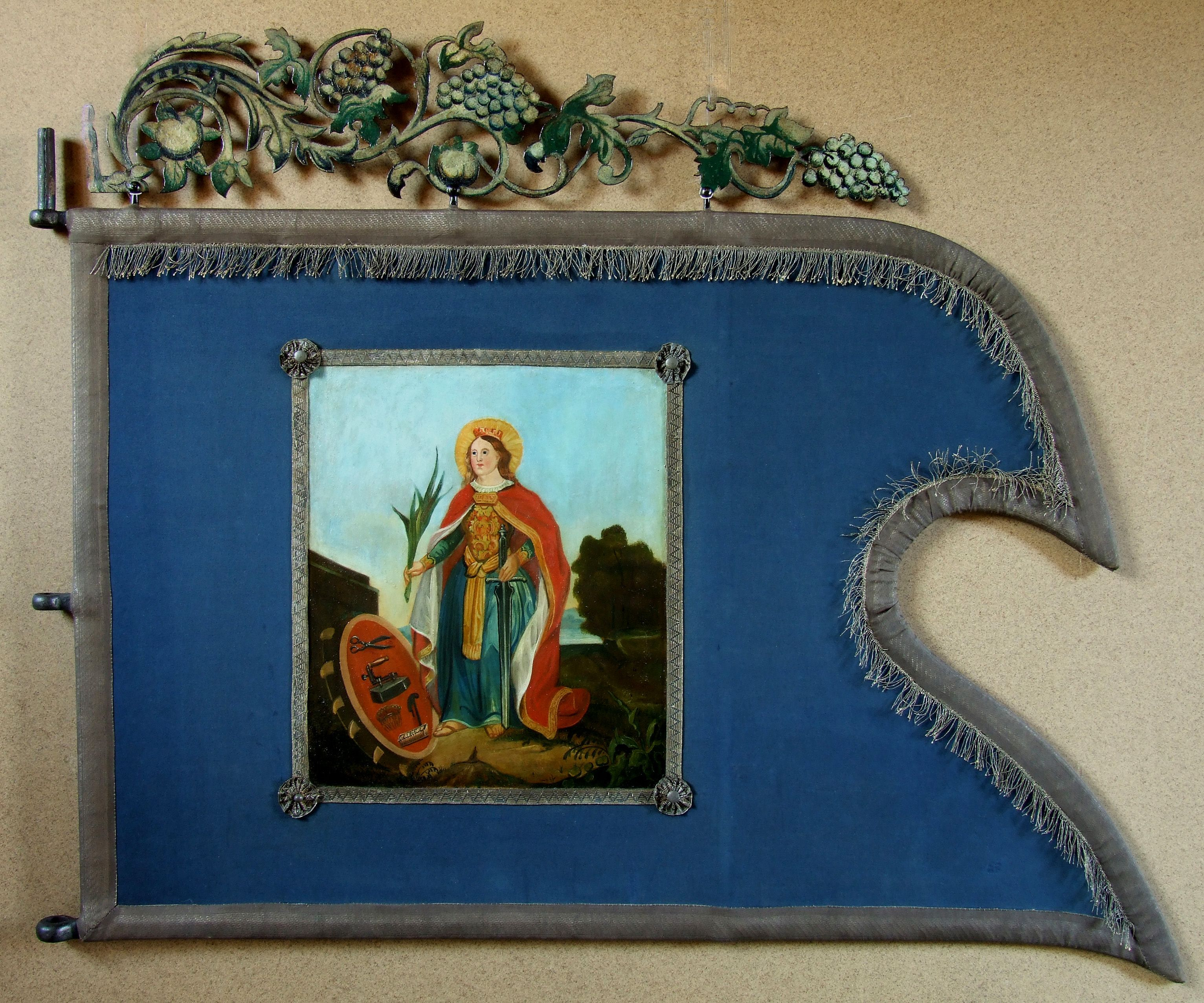
Cechovní korouhev se sv. Kateřinou, 19. století, Muzeum Blatná
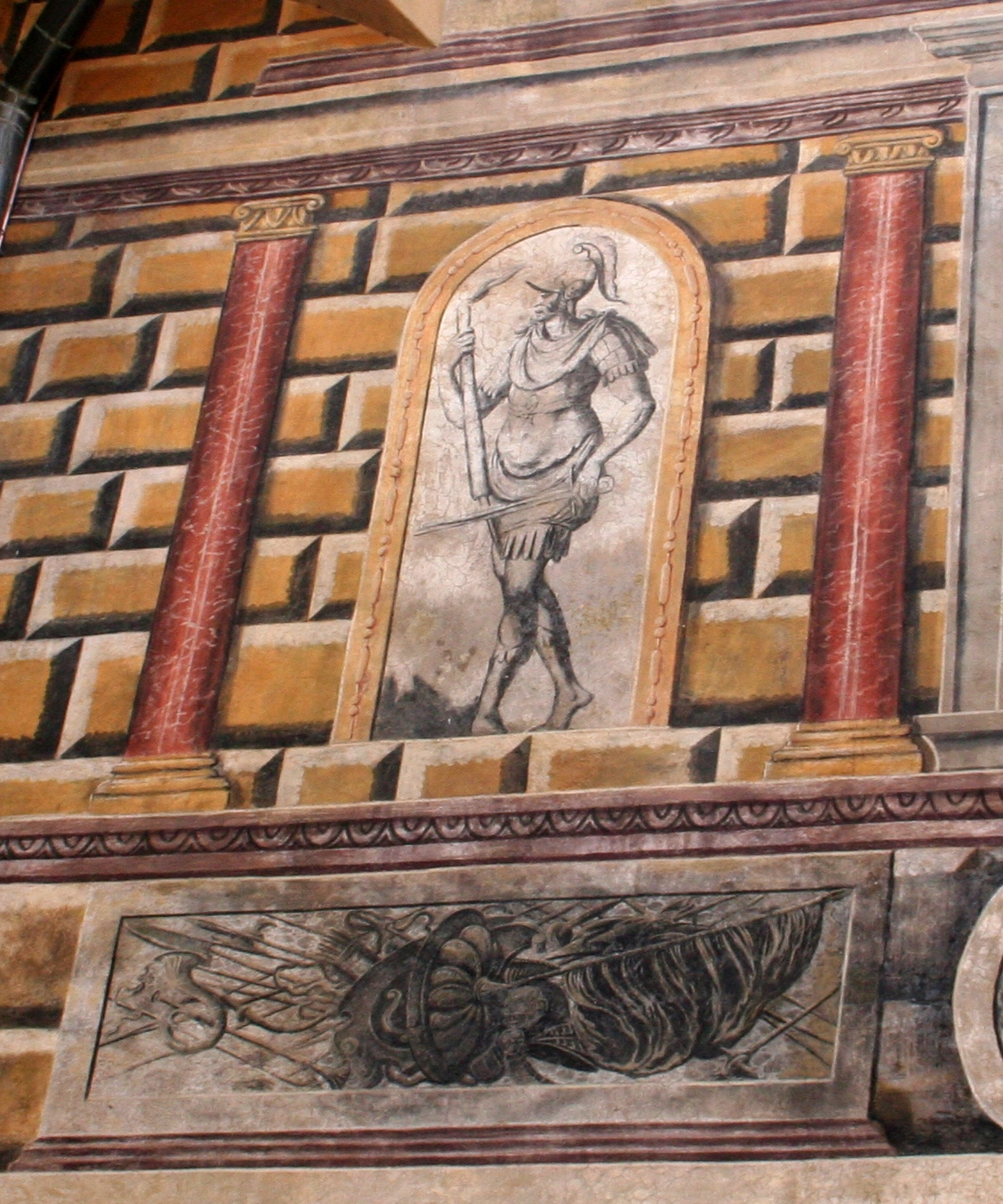
Zámek Český Krumlov, detail renesančního sgrafitta
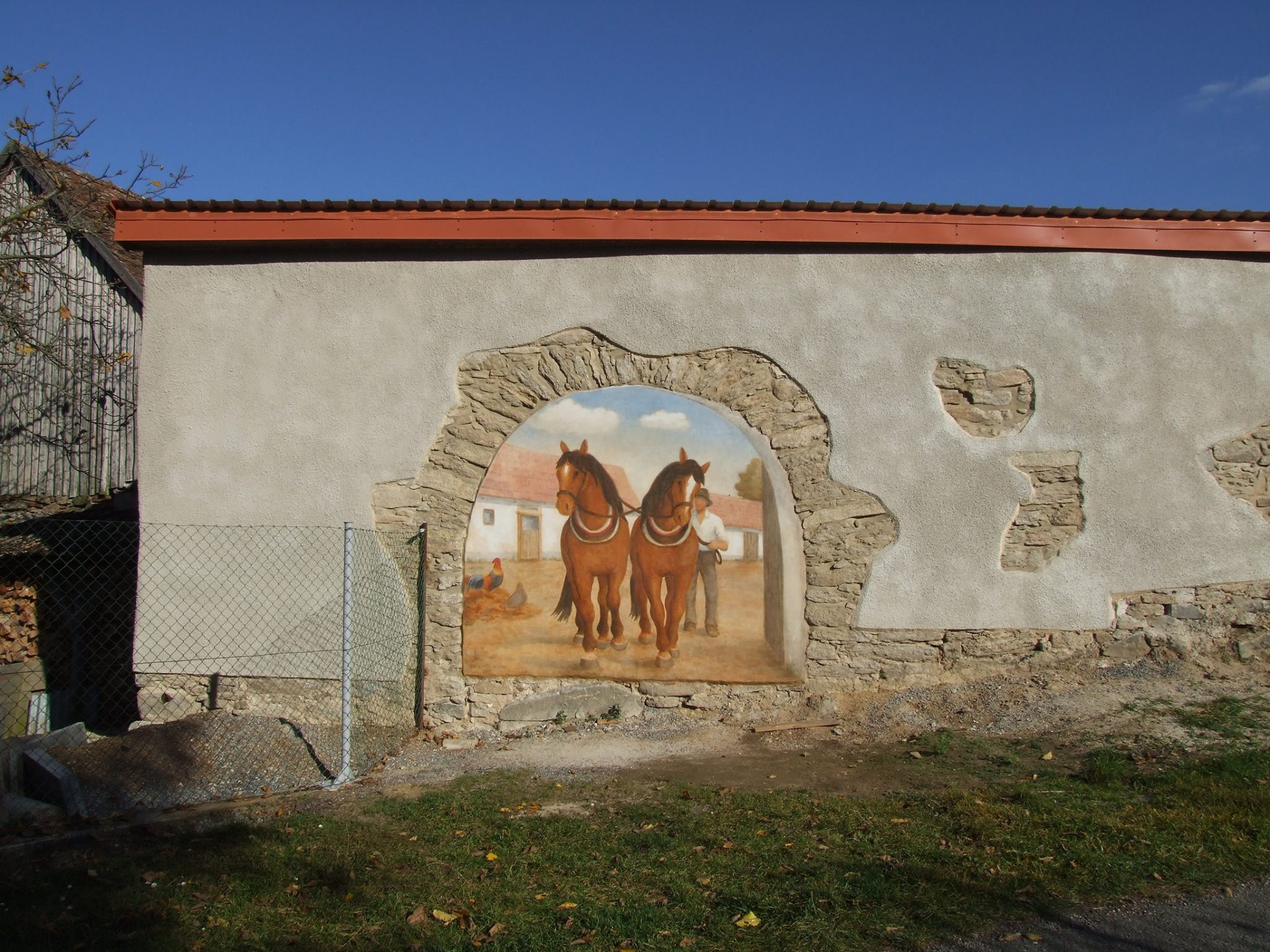
Koně ve dvoře, iluzivní malba na zazděné bráně v Lažánkách